# Чигрин, Семён Лукьянович
Семён Лукьянович Чигрин (укр. Семен Лукіянович Чигрин; 1909, Херсонская губерния — ?) — комбайнёр Баштанской МТС Баштанского района Николаевской области, Украинская ССР. Герой Социалистического Труда (1949).

## Биография
Родился в 1909 году в селе Баштанка Херсонского уезда Херсонской губернии (ныне Баштанского района Николаевской области Украины).
Работал механизатором на Баштанской МТС. На уборке урожая 1948 года, работая на комбайне «Сталинец-1», обработал за 25 рабочих дней 652 гектара зерновых и намолотил 11 341 центнер зерновых и 1944 центнера масличных культур.
За доблестный труд и высокие показатели на уборке урожая удостоен Указом Президиума Верховного Совета СССР от 1 августа 1949 года звания Героя Социалистического Труда с вручением ордена Ленина и золотой медали «Серп и Молот».
В последующие годы ещё дважды награждён орденами Ленина за высокие трудовые достижения.